# Pîleava, Tîvriv
Pîleava (în ucraineană Пилява) este o comună în raionul Tîvriv, regiunea Vinnița, Ucraina, formată numai din satul de reședință.

## Demografie
Componența lingvistică a satului Pîleava
     Ucraineană (99,34%)
     Alte limbi (0,66%)
Conform recensământului din 2001, majoritatea populației satului Pîleava era vorbitoare de ucraineană (99,34%), existând în minoritate și vorbitori de alte limbi.